# Kirkland, Québec
Kirkland är en stad (kommun av typen ville) i provinsen Québec i Kanada. Den ligger på Île de Montréal i regionen Montréal. Staden hade 19 413 invånare 2021.
Staden är officiellt tvåspråkig (franska och engelska), med 46 % engelsktalande och 22 % fransktalande (modersmålstalare) vid folkräkningen 2021.